# Spilogona brunneisquama
Spilogona brunneisquama este o specie de muște din genul Spilogona, familia Muscidae. A fost descrisă pentru prima dată de Zetterstedt în anul 1845. Conform Catalogue of Life specia Spilogona brunneisquama nu are subspecii cunoscute.